# Герб Великого Княжества Финляндского
Герб Великого княжества Финляндского — официальный символ Великого княжества Финляндского в составе Российской империи, существовавшего с 1808 по 1917 год. На его основе создан современный герб Финляндии.

## Описание
26 октября 1809 года утверждён герб Великого княжества:

Щит имеет красное поле, покрытое серебряными розетами, в коем изображён золотой лев с золотой на голове короной, стоящий на серебряной сабле, которую поддерживает левою лапою, а в правой держит серебряный меч, вверх поднятый.
В 1856 году было подготовлено описание титульных гербов российского императора. На основании описания в 1857 году утверждены изображения этих гербов, в том числе герб Великого княжества Финляндского, а также герб Российской империи, подготовленный управляющим Гербовым отделением Бернгардом Кёне. Официальное описание герба Великого княжества как части Большого государственного герба Российской империи 1857 года гласило: 

В червлёном, усеянном серебряными розами, щите, золотой коронованный лев, держащий в правой лапе меч прямой, а в левой меч выгнутый, на который опирается заднею правою лапою.
Герб венчает великокняжеская «финляндская корона«, хотя подобной короны в реальности не существовало, и она была придумана специально для данного герба.
В 1882 году утверждена новая версия Большого герба Российской империи, где для герба Великого княжества Финляндского было уточнённое описание:

...в червлёном щите, золотой коронованный лев, держащий в правой лапе меч прямой, а в левой меч выгнутый, на который опирается заднею правою лапою лев, сопровождаемый восемью серебряными розами.
Количество роз на гербе соответствовало как числу губерний княжества на тот момент, так и на первом гербe Финляндии на гробнице короля Густава I в соборе Уппсалы.

## История
Похожий герб со львом и розетками появился в Финляндии около 1581 года. Рисунок герба предположительно создал художник из Фландрии Уильям Бойен (фр. Guillaume Boyen), который работал в Швеции при королях Густаве I и Эрике XIV. Лев финского герба, возможно, был взят с родового герба шведских королей Фолькунгов, два меча — с исторического герба Карелии или с герба провинции Сатакунта. На гербе Густава лев мечом попирает кривую (русскую) саблю, символизируя победу Швеции над Россией. Число роз на гербе менялось со временем, их количество изображались по числу исторических частей Финляндии, обычно было 8 или 9 роз.
Герб Великого княжества Финляндского был официально утверждён 26 октября 1809 года, вскоре после присоединения Финляндии к Российской империи: «Щит имеет красное поле, покрытое серебряными розетами, в коем изображён золотой лев с золотой на голове короною, стоящий на серебряной сабле, которую поддерживает левой лапою, а в правой держит серебряный меч, вверх подъятый». Образцом для создания варианта герба 1809 года, по всей видимости, послужило изображение в составленном после 1661 года иллюстрированном труде «Швеция древняя и современная» («Svecia antiqva et hodierna») графа Эрика Дальберга. Наиболее заметным расхождением с вариантом XVI века была обнажённая, не закованная в латы передняя правая лапа льва. Герб венчался обычной герцогской короной.
Правление императора Николая I отмечено первым включением герба княжества в Государственный герб Российской империи. В 1832 (по другим данным, в 1830) году было повелено на крыльях государственного орла помещать гербы пяти подвластных Империи царств, а также Великого княжества Финляндского.
В ходе геральдической реформы Б. В. Кёне создал совершенно новую великокняжескую «финляндскую корону». Она представляла собой обруч, украшенный камнями, на котором помещены два государственных орла (виден один) и две, сходящиеся под увенчанной крестом державой, украшенные жемчугом дуги, а также четыре (видно два) малых зубца с жемчужинами. Эта корона была единственной, изображённой на российском гербе, которая никогда не существовала в действительности. Вероятно, замена короны диктовалась стремлением привести в соответствие ранг Финляндии в составе империи (Великое княжество) и изображённой на гербе короны.
Изображение герба в виде щитка на груди российского орла имеется на аверсе золотых монет 10 марок, отчеканенных для Великого княжества Финляндского в 1878, 1879, 1881, 1882, 1904, 1905 и 1913 годах и на аверсе монет в 20 марок, отчеканенных в 1878, 1879, 1880, 1891, 1903, 1904, 1910—1913 годах. После отречения в 1917 году императора Николая II в Финляндии чеканились монеты, где орёл был без императорских корон, но скипетр, держава в лапах орла и корона над финляндским щитком сохранились.

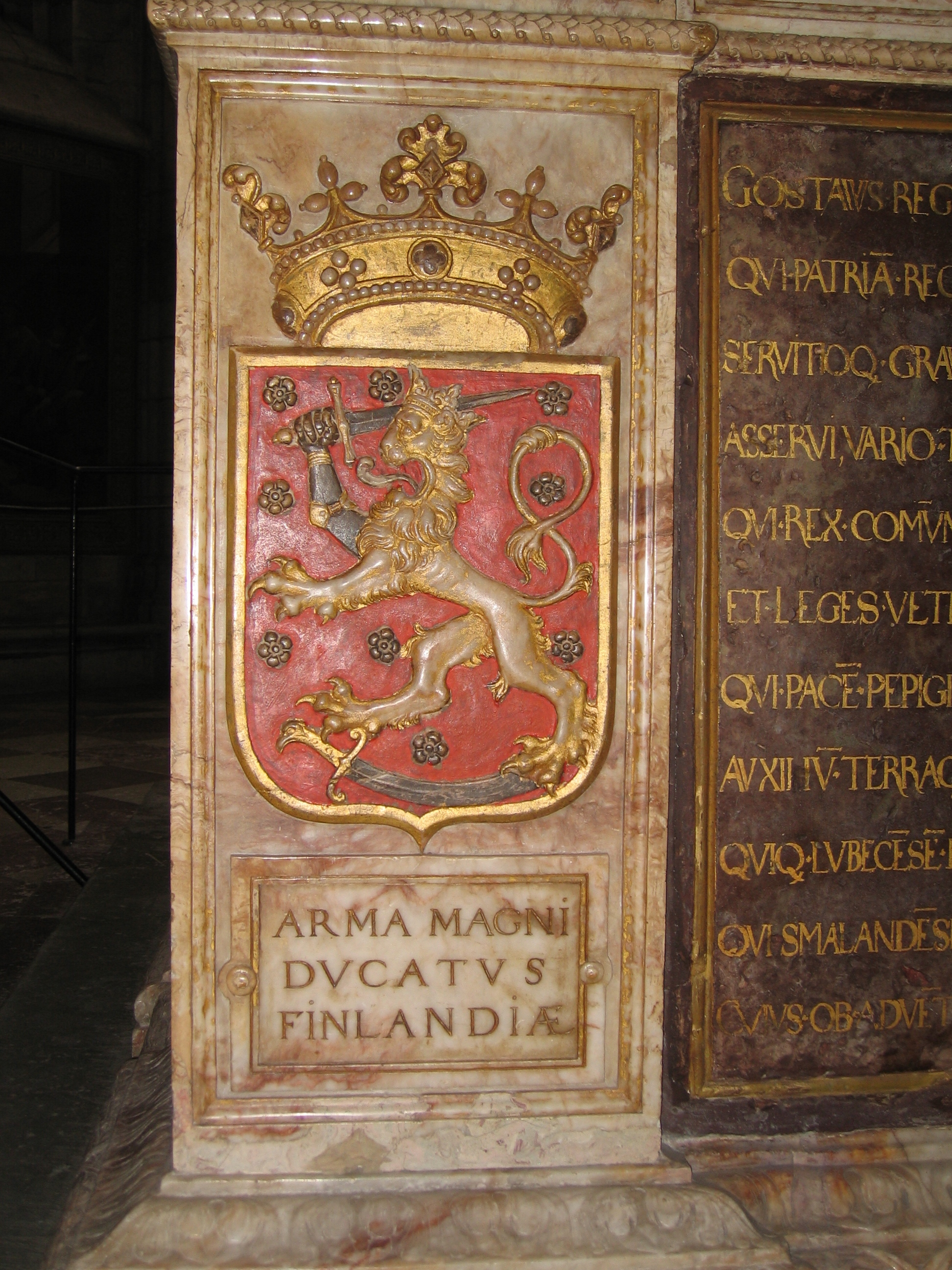
Герб Финской земли на гробнице короля Густава I. 1570 год
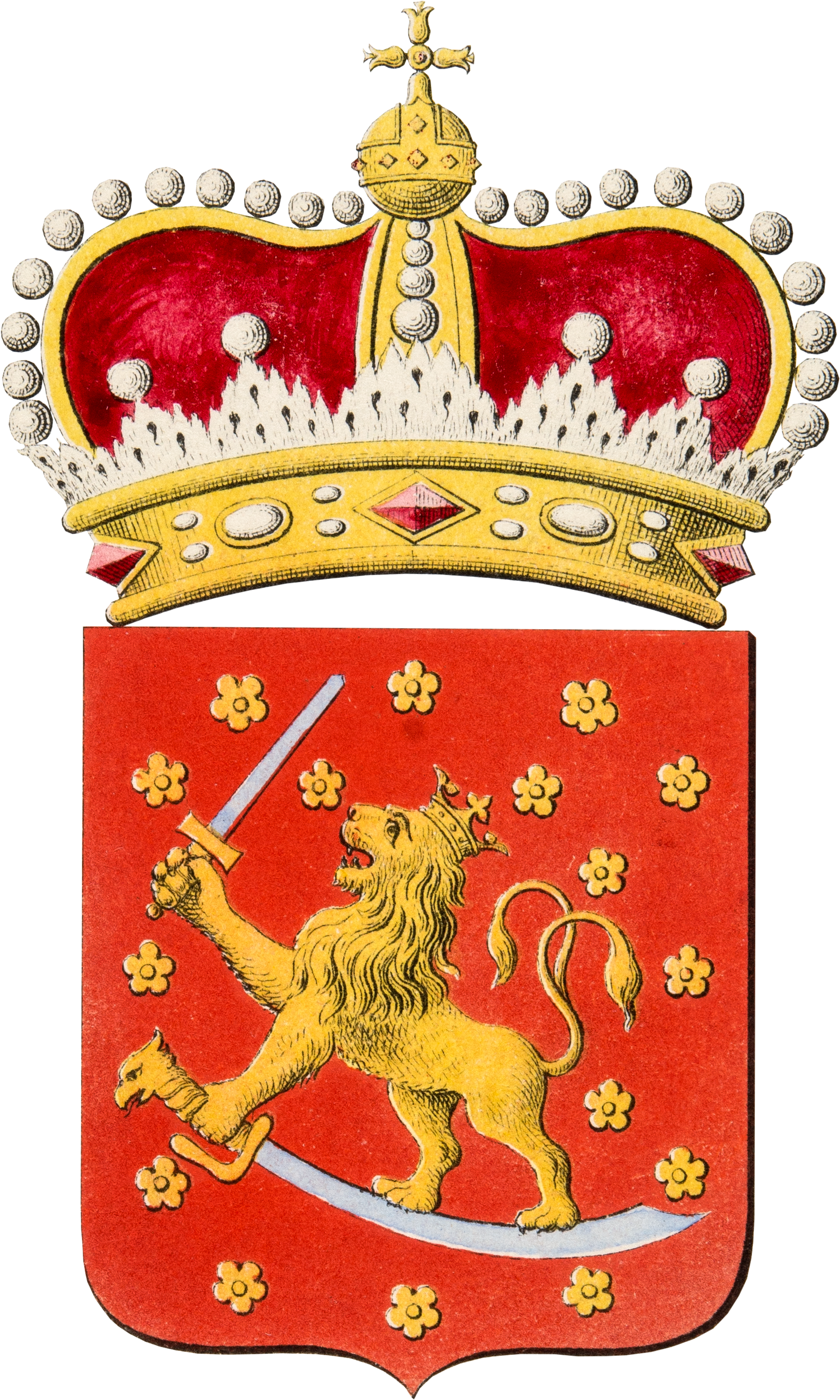
Герб Финляндии, нарисованный Элиасом Бреннером[англ.]. Конец XVII века
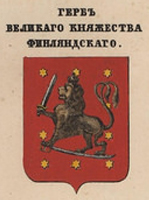
Герб Великого княжества Финляндского, утверждённый 26 октября 1809 года
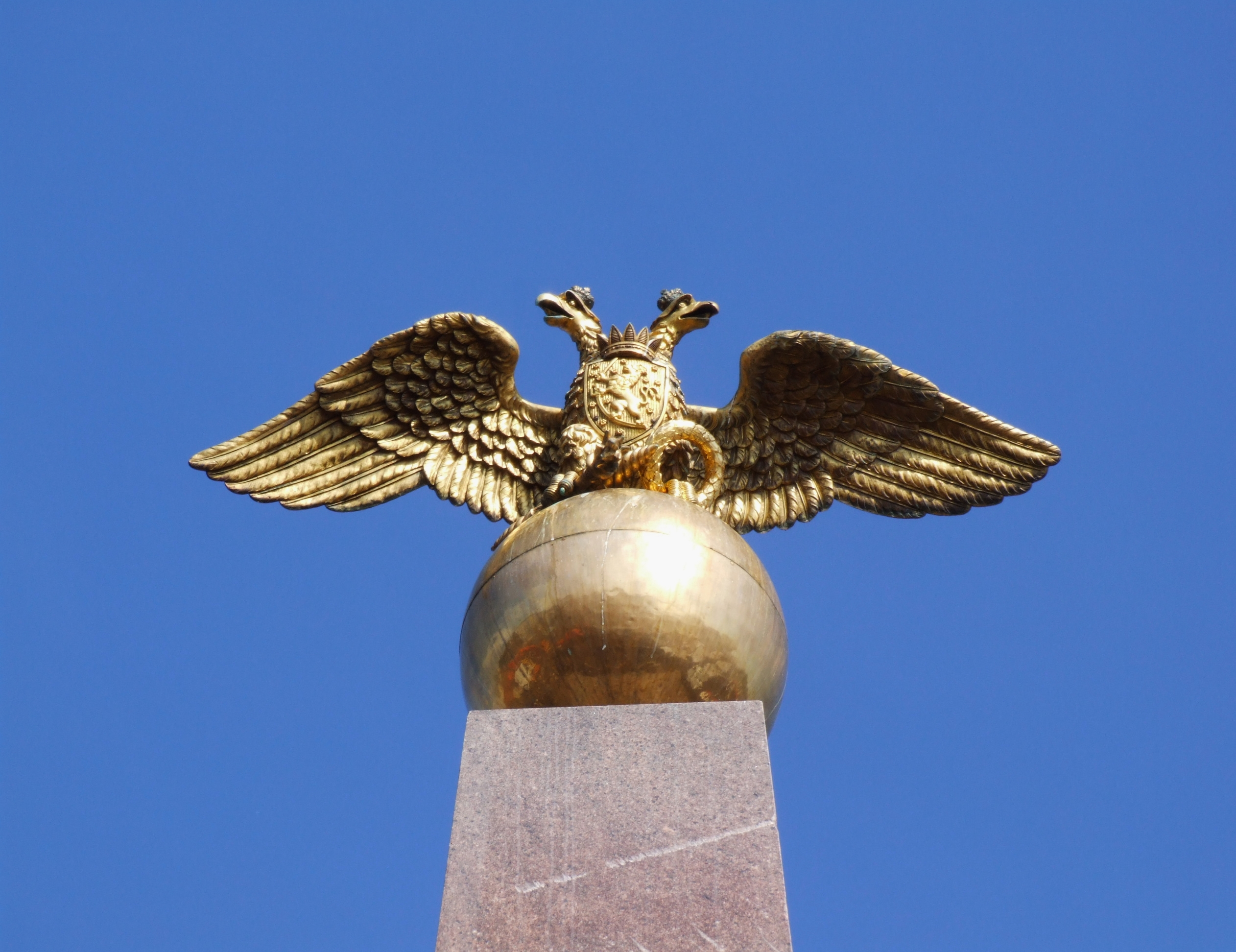
Герб Великого княжества Финляндского на обелиске в Хельсинки
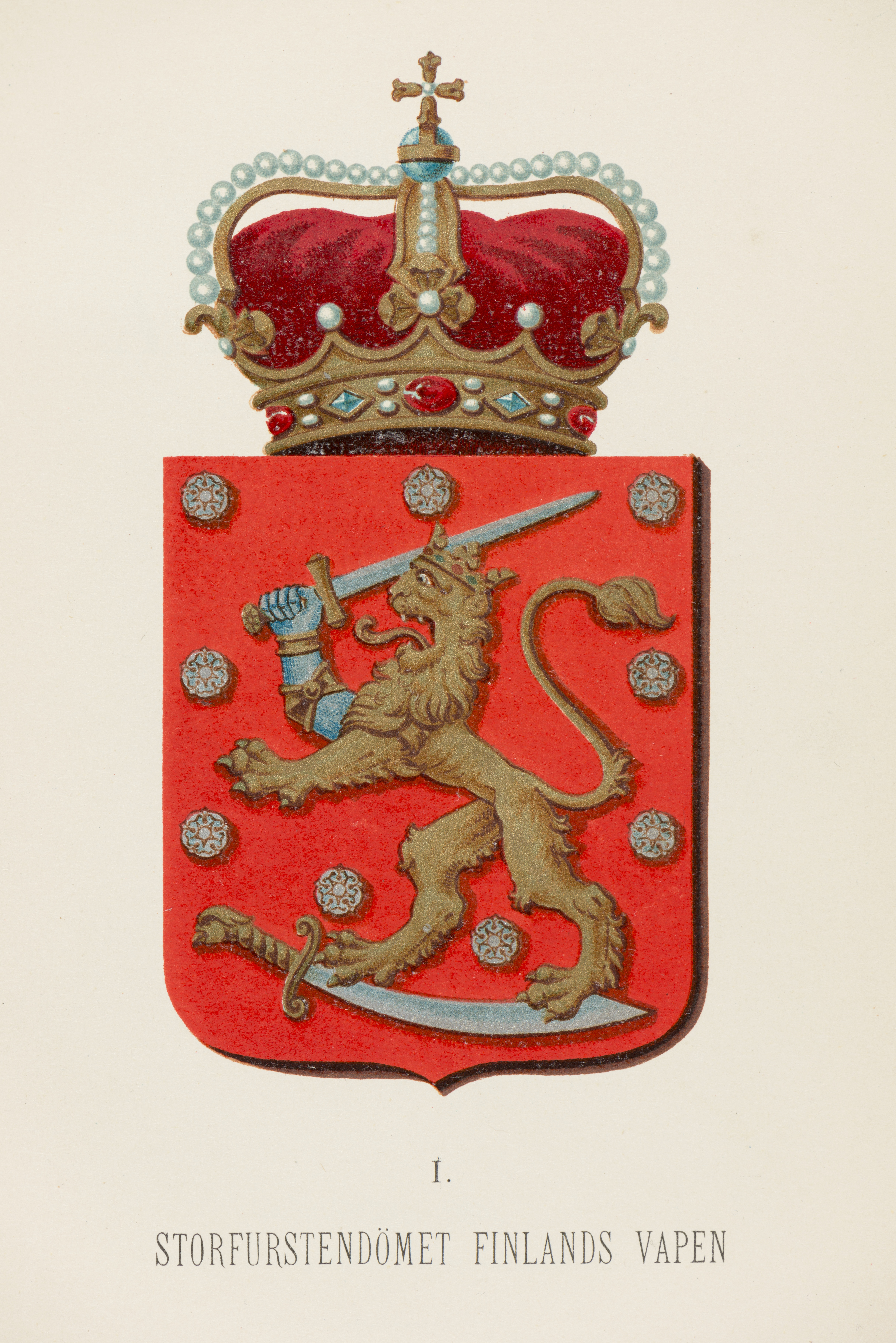
Рисунок финского художника 1886 года
Изображение с «финляндской короной»
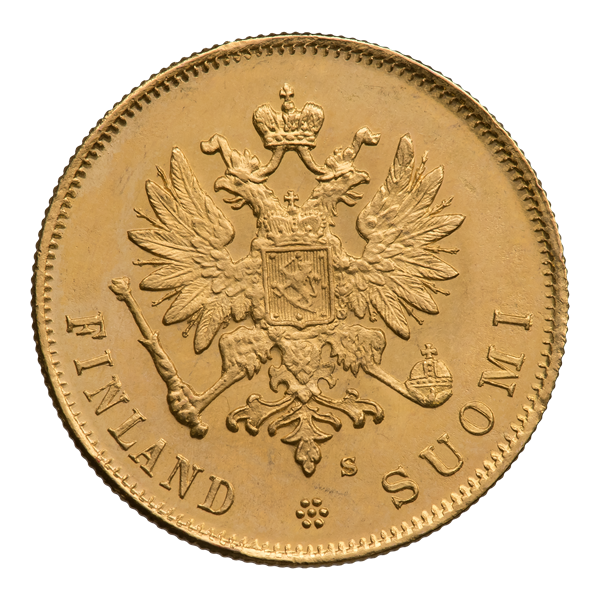
Изображение на монете в 10 марок 1913 года